# Valle de Valdelucio
Valle de Valdelucio è un comune spagnolo di 321 abitanti situato nella comunità autonoma di Castiglia e León.

## Località
Il comune comprende le seguenti località:
- Corralejo
- Escuderos
- Fuencaliente de Lucio
- Llanillo (che include Mundilla)
- Pedrosa de Valdelucio
- Quintanas de Valdelucio (capoluogo)
- Renedo de La Escalera
- La Riba de Valdelucio (che include Barrio-Lucio)
- Solanas de Valdelucio
- Villaescobedo